# Spoorlijn Lehrte - Nordstemmen
De spoorlijn Lehrte - Nordstemmen is een doorgaande dubbelsporige en geëlektrificeerde spoorlijn in de Duitse deelstaat Nedersaksen. De lijn verbindt de spoorwegknooppunten Lehrte met Hildesheim Hauptbahnhof en station Nordstemmen.

## Geschiedenis
De verbinding Lehrte - Hildesheim werd als zuidas van de "Kreuzbahn" samen met de spoorlijnen Hannover - Braunschweig en Lehrte - Celle door de Königlich Hannöversche Staatseisenbahnen gepland en op 12 juli 1846 geopend. Daarmee hoort het tot de oudste spoorlijnen van Duitsland. Het tot dan toe onbelangrijke Lehrte werd een spoorwegknooppunt, omdat de toenmalige koning Ernst August I van Hannover sceptisch tegenover het verkeersmiddel stond en geen grote infrastructuur in zijn residentie wenste.
Onder zijn zoon George V van Hannover veranderde deze houding. In 1853 werd de Zuidlijn van Hannover tussen Hannover en Alfeld geopend, die direct in de hoofdstad begint en op enige kilometers afstand parallel aan de "Kreuzbahn" loopt. Hildesheim kreeg een verbinding met de Zuidlijn (geopend 15 september 1853), die bij Nordstemmen daarop aansluit. De oorspronkelijke enkelsporige lijn werd in 1875 door de Hannover-Altenbekener Eisenbahn-Gesellschaft verdubbeld, om de naar het westen lopende spoorlijn Elze - Löhne via Hildesheim naar het oosten tot Vienenburg te verlengen.
Nadat de Zuidlijn in 1856 tot Kassel verlegd was, werd er verkeer vanaf Harburg via Celle, Lehrte, Hildesheim en verder naar Kassel en Frankfurt mogelijk. Via deze route reden hoofdzakelijk goederentreinen, het reizigersverkeer reed om via Hannover. In Nordstemmen kwam dit verkeer bij elkaar met het treinverkeer uit Bremen en Hannover. Pas na de opening van de goederenlijn om Hannover (1909) ontstonden er twee gelijkwaardige routes vanaf Lehrte naar het zuiden.
Langs de spoorlijn Lehrte - Hildesheim ontwikkelde zich veel industrie, zoals meerdere schachten voor de potaswinning. 
Op 29 mei 1965 werd de gehele lijn van Lehrte naar Nordstemmen geëlektrificeerd.

## Nieuwstracering in Lehrte
Het oude tracé verliet station Lehrte kort na de perrons in een directe, zuidelijke richting. Daardoor werd het dorp doorsneden, tevens moest het noord-zuid- en oost-west-treinverkeer op gelijkvloers kruisen.
Daarvoor kreeg de lijn naar Hildesheim tussen Lehrte en Sehnde in 1990 een ongeveer 2 kilometer lange omlegging om Lehrte. Deze loopt parallel aan de spoorlijn naar Braunschweig om vervolgens via een fly-over zich af te splitsen richting het zuiden. Via een grote curve komt de lijn weer terug op het oude tracé naar Hildesheim.
Bij een verdere uitbouw van het knoop Lehrte werd de verbinding richting het oosten en het zuiden in 2008 kruisingsvrij gemaakt. De reizigerstreinen richting Wolfsburg, Braunschweig en Hildesheim worden aan de zuidwestzijde en de goederentreinen aan de noordoostzijde van het station geconcentreerd. Ook de S-Bahn-treinen van en naar Celle en Hildesheim rijden via de noordoostzijde van het station.

## Tracéverloop

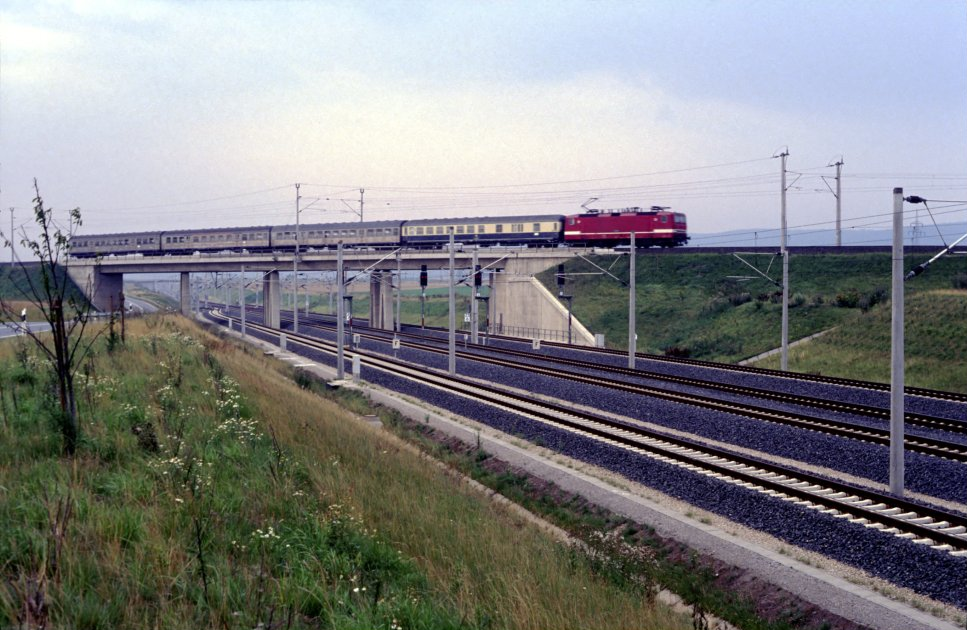
Een regionale trein richting Hannover rijdt over de HSL Hannover - Würzburg bij het dienstregelingspunt Escherde (ca. 1991)

De spoorlijn verliep oorspronkelijk nagenoeg kaarsrecht van Lehrte naar Hildesheim. Begin van de jaren '90 verloopt de lijn vanaf Lehrte samen met de spoorlijn naar Braunschweig in oostelijke richting. Vervolgens maakt de lijn een bocht van bijna 180° naar het westen om vervolgens weer naar het zuiden op het oude tracé terecht te komen,
De lijn gaat in zuidelijke richting over een vlak terrein via Sehnde, Algermissen en Harsum naar Hildesheim om vervolgens richting het westen af te buigen naar het Hauptbahnhof.
Vanaf Hildesheim Hbf loopt de lijn richting het westen naar Nordstemmen. Vanaf 1991 gaat de spoorlijn over de hogesnelheidslijn Hannover - Würzburg, die op de spoorlijn is aangesloten via de "Hildesheimer Schleife" (Hildesheimer boog) richting het zuiden. Aan het einde van de spoorlijn is er vanaf 1893 ook een enkelsporige verbindingsboog richting het noorden, die aansluit op Zuidlijn bij station Barnten.

## Huidige situatie
Tegenwoordig bedient de spoorlijn overwegend goederen- en reizigersverkeer.
Vanaf 14 december 2008 rijden de S-Bahn-lijn S3 (Hannover -) Lehrte - Hildesheim evenals de S-Bahn-lijn S4 (Bennemühlen - Hannover -) Barnten - Hildesheim eenmaal per uur over de lijn en vervingen de voorgaande stoptreinen. Daarvoor werden ook de tussenstation verbouwd. Vanaf de Zuidlijn via Barnten en Hildesheim rijden op de spoorlijn Regional-Express-treinen (sneltreinen) richting de Harz. Op het trajectdeel Hildesheim - Nordstemmen rijden eenmaal per uur treinen van de NordWestBahn. Tussen de Hildesheim Hbf en de Hildesheimer boog rijden er ook langeafstandstreinen een klein deel over de spoorlijn, waardoor dit trajectdeel vrij druk is.
De volgende treinseries maken gebruik van deze spoorlijn:
| Serie  | Treinsoort                        | Route | Bijzonderheden                                          |
| ------ | --------------------------------- | --- | ------------------------------------------------------- |
| ICE 11 | InterCityExpress (DB Fernverkehr) | [ Berlin Ostbahnhof – Berlin Hbf – Berlin-Spandau – Braunschweig Hbf – Hildesheim Hbf – Göttingen – Kassel-Wilhelmshöhe – Fulda – Hanau Hbf – Frankfurt (Main) Hbf ] / [ Wiesbaden Hbf – Mainz Hbf – Worms Hbf ] – Mannheim Hbf – Stuttgart Hbf – Ulm Hbf – Augsburg Hbf – München-Pasing – München Hbf                                                     | Één trein van Wiesbaden naar München.                   |
| ICE 12 | InterCityExpress (DB Fernverkehr) | Berlin Ostbahnhof – Berlin Hbf – Berlin-Spandau – Wolfsburg Hbf – Braunschweig Hbf – Hildesheim Hbf – Göttingen – Kassel-Wilhelmshöhe – Fulda – Hanau Hbf – Frankfurt (Main) Hbf – Mannheim Hbf – Karlsruhe Hbf – Offenburg – Freiburg (Breisgau) Hbf – Basel Bad Bf – Basel SBB – Liestal – Olten – Bern – Thun – Spiez – Interlaken West – Interlaken Ost |                                                         |
| RE 10  | Regional-Express (Erixx)          | Hannover Hbf – Hildesheim Hbf – Salzgitter-Ringelheim – Goslar – Bad Harzburg |                                                         |
| RB 77  | Regionalbahn (NordWestBahn)       | Bünde (Westf) – Löhne (Westf) – Hamelen – Nordstemmen – Hildesheim Hbf | Weser-Bahn 1x per twee uur in het weekend Bünde - Löhne |
| S3     | S-Bahn (DB Regio Nord)            | Hannover Hbf – Lehrte – Hildesheim Hbf |                                                         |
| S4     | S-Bahn (DB Regio Nord)            | Bennemühlen – Hannover Hbf – Hannover Bismarckstraße – Hannover Messe/Laatzen – Hildesheim Hbf | Bennemühlen - Hannover Hbf 2x per uur (ma-za)           |

## Aansluitingen
In de volgende plaatsen is of was er een aansluiting op de volgende spoorlijnen:
Lehrte
DB 1720, spoorlijn tussen Lehrte en Cuxhaven
DB 1730, spoorlijn tussen Hannover en Braunschweig
DB 1734, spoorlijn tussen Hannover en Lehrte
DB 6107, spoorlijn tussen Berlijn en Lehrte
Hildesheim
DB 1772, spoorlijn tussen Hildesheim en Groß Gleidingen
DB 1773, spoorlijn tussen Hildesheim en Goslar
lijn tussen Hildesheim en Hämelerwald
aansluiting Himmelsthür
DB 1774, spoorlijn tussen de aansluiting Sorsum en de aansluiting Himmelsthür
aansluiting Rossing
DB 1771, spoorlijn tussen Barnten en de aansluiting Rössing
Nordstemmen
DB 1732, spoorlijn tussen Hannover en Kassel

## Elektrificatie
Het traject werd in 1965 geëlektrificeerd met een wisselspanning van 15.000 volt 16 2/3 Hz.